# 泽维尔·查韦斯上校镇
泽维尔·查韦斯上校镇是巴西米纳斯吉拉斯州的一个市镇。总面积141.137平方公里，总人口3194人，人口密度22.6人/平方公里。